# 克雷加文
克雷加文（Craigavon）是英國的一座城市。位於北愛爾蘭。克雷加文是一座計劃都市，在1965年開始建設。克雷加文在很多情況下是指克雷加文都市區，有人口57,685人。